# Полянські

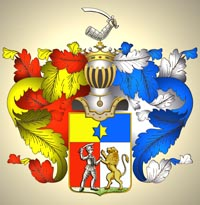
Герб Полянських

Полянські — представники принаймні п'яти дворянських родів Російської імперії, з яких два сягають початку і три до кінця XVII століття. Крім того, існували дворянські пологи Полянських більш пізнього походження. Внесені до 6-ї частини родовідних книг Московської, Курської та Рязанської губерній (Гербовник, VII, 66, 124 і VIII, 27).
До вищої аристократії XVIII століття належав тільки рід Полянських, внесений до 6-ї частини родовідних книг С.-Петербурзької і Казанської губерній. Походить від думного дяка Макара Артемійовича Полянського, який у 1692 р. був дяком приказа казанського палацу.
- Син його Іван Макарович (розум. 1735) служив при Петрі I обер-кригскомиссаром і при Ганні Іоанівні генерал-ад'ютантом.
  - Андрій Іванович (1698-1764), син попереднього, був адміралом.
  - Брат його Олександр Іванович (1721-1818), депутат Покладеної комісії, долучився до вищої аристократії завдяки шлюбу з графинею Єлизаветою Воронцовою, на якій до нього мріяв одружитися Петро III (що й стало приводом до його повалення з престолу).
    - Син їх Олександр Олександрович (1774-1818), похований в Олександро-Невській лаврі поруч з дружиною Єлизаветою, сестрою графа А. В. Рібоп'єра[1].

Приблизно з цього ж роду Полянських відбувався дяк наказу таємних справ (1668), згодом думний дяк (1676-92) Данило Леонтійович Полянський.

## Опис герба
потомство Олексія Антонова сина Полянського
У щиті, що має золоту і блакитного кольору вершину, зображена шестикутна зірка змінних з полями квітів. У нижній широкої частини в червоному полі знаходиться в срібних латах воїн, тримає лівою рукою за лапу лева, що стоїть на задніх лапах у срібному полі, а в правій руці меч, готовий до поразки того лева.
На щиті дворянський коронований шолом. Нашоломник: зігнута рука з мечем. Намет на щиті золотий і блакитний, підкладений червоним і сріблом. Герб роду Полянських внесений до Частини 8 Загального гербовника дворянських родів Всеросійської імперії, стор 27.